# Jean de La Fontaine
Jean de La Fontaine (født 8. juli 1621 i Château-Thierry, Champagne, død 13. april 1695 i Neuilly-sur-Seine) var en fransk forfatter af fabler og en af de mest læste franske poeter i 1600-tallet. Han er kendt først og fremmest for sine Fabler (Fables de La Fontaine), som blev et litterært forbillede for fabelskrivere over hele Europa og talrige alternative versioner i Frankrig. Hans fabel om bjørnen og gartneren er ophav til udtrykket bjørnetjeneste.
Ifølge Gustave Flaubert var han den eneste franske poet, som forstod og mestrede teksturen i det franske sprog før Victor Hugo. La Fontaines beherskelse af sin digtning var så elegant, at han kunne "bevæge sig fra det ophøjede til det ydmygt fortrolige, uden at det føltes som et stilbrud." Et sæt frimærker, som hyldede La Fontaine og hans fabler, blev udstedt i Frankrig i 1995.

## Liv og virke
La Fontaine blev født i Calan ved Château-Thierry. Hans far var Charles de La Fontaine, maître des eaux et forêts, skovrider for hertugdømmet Château-Thierry; hans mor var Françoise Pidoux. Begge familier var af  højere middelklasse. De tilhørte ikke adelen; hans far var ganske rig.
Som det ældste barn fik Jean La Fontaine uddannelse på latinskolen i Reims, og i maj 1641 begyndte han på Oratoriet og i oktober ved præsteseminaret ved Saint-Magloire, men blev efter et meget kort ophold klar over, at han ikke havde gjort det rigtige valg. Han skal derefter have studeret jura, og det hævdes, at han fik tilladelse til at fungere som advokat.
I 1647 lod hans fader ham overtage sin stilling i Château-Thierry og arrangerede et ægteskab for ham med Marie Héricart, en pige på 14 år, som skaffede ham 20.000 livres. Den unge hustru synes at have været både køn og intelligent, men de kom ikke godt ud af det sammen. Der synes ikke at have været noget grundlag for de vage antydninger om skandale for hendes opførsel, som blev fremført langt senere af sladder eller personlige fjender af La Fontaine. Han var ofte borte fra hjemmet og var en så ringe forretningsmand, at han havnede i økonomisk uføre. Parret blev separeret i 1658, og i enighed gik de fra hinanden. De næste 40 år boede La Fontaine i Paris, mens hun blev boende i Chateau-Thierry og opdragede deres søn, som var født i 1653.

### Paris
Selv i de første år som gift synes La Fontaine at have opholdt sig meget i Paris, men det var først omkring 1656, at han besøgte den franske hovedstad fast. Stillingen som skovrider hindrede ikke hans rejser. Hans litterære karriere begyndte først, efter at han var fyldt 30 år. Det er sagt, at det var ved læsningen af François de Malherbe, at hans poetiske interesse blev vækket, men en tid skrev han epigrammer, franske ballader (en af de tre formes fixes), og rondeaux (en anden andel af de tre formes fixes).
Hans første seriøse arbejde var en oversættelse eller tilpasning af Eunuchus (Eunukken, 161 f.Kr.) af den romerske komedieforfatter Terentius Afer (1654). På den tid var Nicolas Fouquet surintendant des finances og mæcen for fransk skriftsprog. La Fontaine blev introduceret af Jacques Jannart, hans hustrus onkel. Få, som viste respekt for Fouquet, gik tomhændet fra ham, og La Fontaine fik i 1659 en pension på 1.000 livres på den enkle betingelse, at han skulle skrive lejlighedsdigte med jævne mellemrum. Han skrev blandt andet på en blanding af prosa og poesi en Le Songe de Vaux, som hyldede Fouquets berømte landsted Château de Vaux-le-Vicomte.
På omtrent samme tid blev hans hustrus ejendom udskilt og sikret for hende. Det førte til, at han solgte alt, han ejede, men med mægtige og generøse mæcener havde det ringe betydning for ham. Samme år skrev han digtet Les Rieurs du Beau-Richard og en række lejlighedsdigte tilegnet forskellige beskyttere. Fouquet faldt i kongelig unåde og blev arresteret, men La Fontaine forblev trofast, som mange af hans litterære protegeer. Han sendte kongen en appel for den faldne minister med Elégie aux Nymphes de Vaux ("Elegi for nymferne i Vaux", 1661), men kongen lod sig ikke formilde, og digteren kunne vente repressalier. La Fontaine fandt det bedst at rejse til Limoges med Jannart i 1663. Herfra sendte han en række breve til sin hustru, prosa med indflettede poetiske stykker bestående af yndige beskrivelser af byer og landskaber, især egnene omkring Tour tiltalte ham, og han hyldede Loire-floden, som udfoldede "sin krystal i Frankrigs have".
Som sin fader havde han brugt titlen esquire, mænd af højere social rang, som de ikke havde ret til, og det førte til en bod på 2.000 livres. Han fandt imidlertid nye beskyttere i hertugen og hertuginden af Bouillon, hans feudalherrer i Chateau-Thierry, og boden synes at være levet annuleret. En del af hans poesi var tilegnet hertuginden, Marie Anne Mancini, en af kardinal Mazarins yngste kusiner. Hertugen af Orléans enke blev ny mæcen i 1664 efter Fouquets fald og lod ham opholde sig i Palais du Luxembourg i Paris, hvor han omgikkes Furetière, madame de La Fayette, La Rochefoucauld og andre.

### Berømmelse
Det var på den tid, at kvartetten af Rue du Vieux Colombier blev dannet. De fire, som er berømte i fransk litteraturhistorie, var de litterære venner La Fontaine, Racine, Molière og Boileau . Boileau var omtrent jævnaldrende med La Fontaine, mens de to andre var betydeligt yngre. Jean Chapelain bevægede sig i udkanten og var mere en fremmed. Det er mange anekdoter om deres møder. Den mest karakteristiske er måske, at  Chapelains store, ulykkelige episke digt La Pucelle altid lå på bordet, og hvor et bestemt antal linjer blev brugt som straf for overtrædelser mod selskabet. At de fire venner optræder i forklædning i La Fontaines prosaroman  Les Amours de Psyché et du Cupidon ("Psyke og Amors kærlighed", 1669) som fire venner, der opsøger Versailles, og en af dem læser historien om Amour og Psyke højt, er måske søgt, men en mulighed.
Hans første værk af betydning, Contes et Nouvelles en vers ("Fortællinger og noveller på vers"), udkom i 1664, da han var 43 år. Siden udkom fire lignende samlinger. Hans tidligere trykte produktion havde været triviel, skønt meget af det blev læst i manuskript, før det blev udgivet. Hans Contes var til dels pikante historier om amorøse nonner, dumme og jaloux ægtemænd; fortællinger, som var blevet fortalt i middelalderens franske fabliauer og italienske renæssancenoveller, og hans nærmeste forbilleder var antagelig Boccaccio og Ariosto. La Fontaines hensigt var alene at underholde med vittige og elegante fortællinger. Den første samling af seks var klart inden for anstændighedens grænser. Siden blev han stadig mere vovet, og den sidste samling, som udkom i 1674, blev endda konfiskeret.
Da hertuginden af Orléans døde i 1672, stod han igen uden mæcen. Han synes at have opgivet sin stilling som skovrider og sikkert solgt embedet for at betale gæld. Madame de la Sablière, en intellektuel kvinde, inviterede ham til bo i hendes palæ i Faubourg Saint-Antoine, hvor han kunne omgås folk af det gode selskab. Han blev boende i 20 år, havde tilsyneladende ingen økonomiske vanskeligheder og kunne hengive sig til sit forfatterskab.
La Fontaines ry hviler især på fablerne. Den første samling, udsendt i 1668 i to bind, indeholdt 126 fabler i seks dele. Da den udkom, havde fabelen som genre haft sin storhedstid, og Boileau nævnte den ikke i sin poetik. La Fontaine gav den noget af dens gamle prestige tilbage. Her var der et stort antal småvers, som blev fransk folkeeje, læst af de fleste og fast inventar i børneværelser og skolen. Til klassikerne hører fortællingerne om "Græshoppen og myren", "Ravnen og ræven", "Hunden og ulven" og "Egen og sivet". Fabelens væsen var at være talsperson for de små og svage. De træk findes også hos La Fontaine sammen med snusfornuftig visdom og moral. Han foretrak at behandle evige karakterfejl og misforhold, og kun undtagelsesvis er der i fablerne hentydninger til begivenheder i samtiden.
Han udvidede også genren med nye refleksioner. Under påvirkning fra La Rochefoucauld fik fablerne en stærkere drejning mod det satiriske, men de mistede aldrig deres lyriske charme. Hans valg af ord, rim og rytme er mere udspekuleret, end man skulle tro ved første øjekast. De senere fabler havde ofte et mere komplekst idéindhold, var præget af resigneret livsvisdom og desillusioneret menneskekundskab og rummede ofte hentydninger til aktuelle forhold, eksempelvis ved hoffet.

### Akademiet
I 1682 var han 62 år gammel og anerkendt som en af de fremmeste litterater i Frankrig. Madame de Sévigné udtalte sig om hans anden samling fabler og mente, at den var "guddommelig", hvilket afspejlede tidens offentlige mening. Han præsenterede sig for Académie française, og selv om hans tidligere forbindelse med Fouquet gjorde ham mistænkelig i finansminister Colbert og kongens øjne, var de fleste af medlemmerne hans personlige venner.
Han blev første gang foreslået i 1682, men blev forbigået til fordel for marquis de Dangeau. Året efter døde Colbert, og La Fontaine blev nomineret igen. Boileau var også kandidat, men La Fontaine fik 16 stemmer mod syv til Boileau. Kongens godkendelse var nødvendig, og han var utilfreds med resultatet. Af den grund stod pladsen ledig til næste valg i 1684. Senere blev Boileau valgt, hvad kongen godkendte og tilføjede, at La Fontaine også kunne accepteres: Vous pouvez incessamment recevoir La Fontaine, il a promis d'être sage. La Fontaine, "som havde lovet at være artig", fik plads 24 efter Colbert.
Med Pascal, La Rochefoucauld, madame de La Fayette, Bossuet, Racine, Molière, Boileau og La Fontaine blev den klassiske generation i Frankrig konstitueret og kom til at præge litteraturen i hele Europa. De antikke og særlig de latinske forfattere blev ansete og fremhævet som særlig værdige for tilstræbelse og efterligning. Det førte til querelle des Anciens et des Modernes, slagsmålet mellem de antikke og de moderne, som blussede op i slutningen af 1680'erne. Boileau ledede med støtte fra La Fontaine den antikke side.
La Fontaine oversatte 72 år gammel den latinske bodssalme Dies irae (Vredens dag) til smukt fransk. En sidste bog med fabler udkom i 1694. På sine gamle dage blev La Fontaine skrøbelig og sygelig, og han angrede en del af sin ungdoms djærve erotiske tone. Han døde den 13. april 1695, 73 år gammel. Han overlevede  madame de la Sablière med mindre end to år. Hans hustru overlevede ham med næsten 15 år. Da kirkegården Père Lachaise blev anlagt i Paris, blev hans jordiske levninger flyttet dertil.
Flere anekdoter er blevet tillagt ham, blandt andet om hans møde med sin søn, som var vokset op hos sin mor. Efter at være blevet informeret om, hvem han var, bemærkede La Fontaine: "Åh ja, jeg syntes nok, jeg havde set ham før".
I 2007 havde den franske film Jean de La Fontaine – le défi premiere. Hovedrollen som La Fontaine blev spillet af Lorant Deutsch. Asteroiden 5780 Lafontaine (1990 EJ2) blev på 300 årsdagen for hans fødsel opkaldt til  hans ære.